# Sylvius Eberhard von Franckenberg
Sylvius Eberhard Freiherr von Franckenberg, modernisiert auch Sylvius Eberhard von Frankenberg und Ludwigsdorf,  (* 30. Dezember 1682 in Oels; † 16. August 1764 in Schmalkalden) war ein königlich-schwedischer und fürstlich-hessen-kasselscher Wirklicher Geheimer Rat, Oberamtmann zu Schmalkalden sowie Rittergutsbesitzer.

## Leben
Er stammte aus dem deutschen Adelsgeschlecht Frankenberg, das sich zu seinen Lebzeiten noch mit ck schrieb. Er selbst verwendete auch den später gebräuchlichen Zusatz des Familiennamens und Ludwigsdorf bzw. und Ludwigsdorff noch nicht. Sein Vater war Sylvius Friedrich von Franckenberg, der als württembergischer Rat und Landhofgerichtsassessor tätig war. Er hatte noch mehrere ältere und jüngere Brüder, die teilweise in den Militärdienst getreten waren und in Württemberg verblieben, während er selbst in den Verwaltungsdienst trat. Zunächst diente er dem König von Schweden, danach dem Landgraf von Hessen-Kassel. 1738 wurde er von Kaiser Karl VI. in den erblichen Böhmischen Freiherrnstand erhoben.
Sylvius Eberhard Freiherr von Franckenberg kaufte am 30. August 1741 von Johann Georg von Ziegenhirt dessen beide Rittergüter Wernsdorf und Rössuln. Letztgenannter Ort lag damals im Sekundogeniturfürstentum Sachsen-Weißenfels und fiel wenig später zurück an das Kurfürstentum Sachsen.
In Schmalkalden war er lange Zeit Oberhofmeister und lebte am Hof an der Seite der verwitweten Herzogin von Sachsen-Zeitz Maria Amalia von Brandenburg.
Er starb in Schmalkalden und wurde am 20. August 1764 in der Gruft in der dortigen Gottesackerkirche bestattet.
Sylvius Friedrich Ludwig Freiherr von Frankenberg war sein Sohn und Erbe seiner Besitzungen.